# Melipotis prolata
Melipotis prolata är en fjärilsart som beskrevs av Walker 1857. Melipotis prolata ingår i släktet Melipotis och familjen nattflyn. Inga underarter finns listade i Catalogue of Life.